# Ungersk hundfisk
Ungersk hundfisk (Umbra krameri)  är den enda inhemska europeiska arten i familjen hundfiskar. Den kallas också bara hundfisk.

## Utseende
Den ungerska hundfisken är en liten, avlång fisk med trubbig, rundad nos och mörkfläckig kropp. Den kan bli upp till 17 cm lång, men är oftast betydligt mindre. Honan blir större än hanen.

## Vanor
Arten är en sötvattensfisk som föredrar svagt surt vatten i tätt bevuxna vattendrag och -samlingar som diken, bäckar, lugnvatten och grunda sjöar. Då fisken kan andas atmosfärisk luft kan den överleva i starkt syrefattiga vatten. Livslängden uppgår till åtminstone fem år. Födan består av smådjur som mindre kräftdjur, insektslarver, speciellt av myggor, blötdjur och fiskyngel.

### Fortplantning
Den ungerska hundfisken blir könsmogen vid ungefär 1 års ålder. Den leker i mars till april vid en vattentemperatur av 12 till 16°C, då honan lägger äggen i ett bo byggt av vattenväxter eller i en grund håla i bottnen. Boet vaktas sedan av honan tills äggen kläcks.

## Utbredning
Arten lever spritt i de centraleuropeiska floderna Donau, från Wien till deltat, och i Dnjestrs lägre lopp.

## Status
Den ungerska hundfisken är klassificerad som sårbar ("VU") av IUCN och bestånden minskar. Främsta orsakerna är flodregleringar och torrläggningar. Den är upptagen på rödlistorna i Slovenien, Kroatien, Moldavien och Österrike, samt skyddad i Ungern där man aktivt vidtagit bevaringsåtgärder.